# Charles-Émile Loo
Charles-Émile Loo (ur. 4 marca 1922 w Marsylii, zm. 20 sierpnia 2016 tamże) – francuski polityk i przedsiębiorca, deputowany krajowy, poseł do Parlamentu Europejskiego I i II kadencji.

## Życiorys
Pochodził z rodziny robotniczej. Od piętnastego roku życia pracował jako typograf i w przedsiębiorstwie telefonicznym, ze względu na utratę jednego oka wyłączony z obowiązkowej służby wojskowej. Podczas II wojny światowej działał w ruchu oporu, a także pracował dla ministerstwa pracy i uczestniczył w wyzwoleniu Marsylii z ramienia socjalistycznych bojówek. Następnie zajął się działalnością biznesową. Został właścicielem przedsiębiorstwa eksportującego wino i drukarni, był właścicielem kilku gazet i zarządcą spółek komunalnych. W 1951 należał do założycieli kooperatywy robotników portowych SOCOMA, powiązanego z socjalistami związku zawodowego.
W 1936 wstąpił do młodzieżówki Francuskiej Sekcji Międzynarodówki Robotniczej, początkowo występował z pozycji trockistowskich. Działał w SFIO (od 1966 jako sekretarz na poziomie krajowym) i po przekształceniu w Partii Socjalistycznej (w latach 1971–1979 był jej skarbnikiem). Zajmował stanowiska zastępcy mera Marsylii (1965–1983) i mera 5. sektora tego miasta (1989–1995), a także radnego regionu administracyjnego Prowansja-Alpy-Lazurowe Wybrzeże. W latach 1967–1968 i 1973–1978 zasiadał w Zgromadzeniu Narodowym. W 1979 i 1984 wybierany posłem do Parlamentu Europejskiego, pełnił funkcję wiceprzewodniczącego frakcji socjalistycznej.
Dwukrotnie żonaty: po raz pierwszy z Francine Maccario (1944), po raz drugi z Margueritte Linsolas (1971). Opublikował książkę autobiograficzną.

## Odznaczenia
Otrzymał Legię Honorową V klasy i Krzyżem Kombatanta-Ochotnika Ruchu Oporu.